# Битка за Маријупољ (2022)
Битка за Маријупољ или Опсада Маријупоља одигравала се између Украјине и Русије уз подршку снага из Доњецке Народне Републике (ДНР) од 24. фебруара до 17. маја 2022. године. Снаге Русије и ДНР су преузеле потпуну контролу над Маријупољом 17. маја.

## Рат у Донбасу
У мају 2014. године, током рата у Донбасу, снаге самопроглашене Доњецке Народне Републике (ДНР) коју подржава Русија напале су град и приморале украјинске снаге да се повуку током прве битке за Маријупољ. Међутим, следећег месеца, украјинске снаге су поново заузеле град током офанзиве. Конфликт је замрзнут када је почетком 2015. потписан Мински протокол о прекиду ватре.

## Инвазија Русије на Украјину
Дана 24. фебруара 2022. започео је рат између Русије и Украјине, као део руске офанзиве у Донбасу и нападом руске војске на украјинске положаје. Град Маријупољ се налази у Доњецкој области у Украјини, а самопроглашена Доњецка Народна Република сматра га својим делом територије и имају подршку Русије у опсади града.
Град Маријупољ се сматра главним стратешким градом и метом руских снага. То је највећи град у делу Доњецке области под контролом Украјине. Маријупољ је велико индустријско чвориште и највећи је град на Азовском мору.
Контрола ове луке на западној обали Азовског мора је од виталног значаја за економију Украјине. За Русију, он омогућава копнени пут до Крима, као и то да омогућава пролаз руском поморском саобраћају. Заузимање града би Русији дало пуну контролу над Азовским морем.
Пре опсаде, око 100.000 становника напустило је Маријупољ према речима заменика градоначелника града. На страни украјинских снага су пук Азов, снаге Територијалне одбране Украјине и нерегуларне снаге. На страни Русије су поред регуларних оружаних снага и чеченски борци оружане формације ”Кадировци”, као и снаге народне милиције ДНР.
Црвени крст је ситуацију описао као „апокалиптичну“, а украјинске власти су оптужиле Русију да је изазвала велику хуманитарну кризу у граду, при чему су градски званичници известили да је више од 5.000 цивила убијено од почетка битке. Украјински и амерички званичници су опсаду поредили са опсадом Лењинграда током Другог светског рата.
Од 19. марта 2022, руске и украјинске снаге воде жестоке борбе око Азовстаља, једне од највећих челичана у Европи.
Дана 27. марта, Рамзан Кадиров је дошао у Маријупољ да пружи моралну подршку чеченским борцима. Истог дана, оборен је украјински хеликоптер Ми-8 који је кренуо у хитну евакуацију команданата неонацистичког пука Азов.
Дана 16. маја, преостали украјински војници у челичани Азовстаљ одлучили су да се предају, што је довело до краја битке.

## Галерија
- Оштећена зграда у Маријупољу
- Срушене куће током бомбардовања руских снага
- Уништена улична инфраструктура
- Потпуно уништене зграде у Маријупољу